# 亚卡特库特利

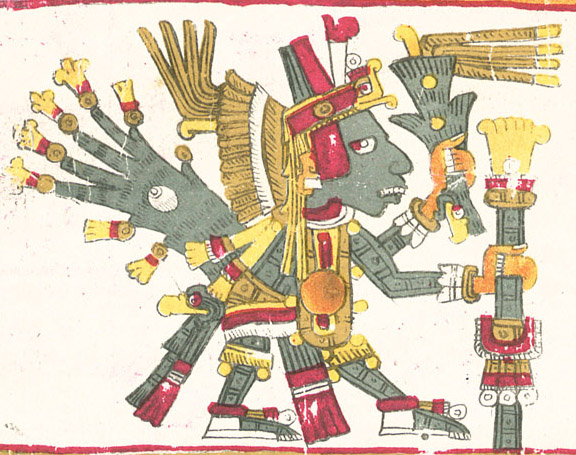
波吉亚手抄本中的亚卡特库特利

亚卡特库特利（意味“鼻之主宰者”）在阿兹特克神话中是商人和旅人（以游商为主）的守护神，其象征为一根由“鼻子”和棍棒组成的手杖。商人们会带着手杖在村落之间售卖物品，并在夜晚时将其捆成一捆，而后用耳朵里的血洒在手杖上。他们认为，这样的仪式可以让亚卡特库特利保佑他们在未来的商人生涯中大获成功，并且守护他们不被野兽和强盗袭击。
其名由纳瓦特尔语中的yacatl和tecuhtli二词组成。其中“yacatl”意为“鼻子”，“tecuhtli”意为“主宰者”。